# Safa SC (vrouwenvoetbal)
Safa SC was een professionele Libanese voetbalclub uit Beiroet dat in 14 mei 2019 is opgericht. Het eerste team speelde in de Premier League. Safa SC won in seizoen 2020-21 een Premier League. Safa SC behaalde 4 overwinningen en één gelijkspel in het competitie. 
Op 31 juli 2022 kondigde Safa SC de opheffing van haar damesteam aan. 

## Erelijst
| Nationaal         |    |           |
| Premier League    | 1x | 2020-2021 |
| Beker             |    |           |
| Libanon Super Cup | 1x | 2021-2022 |